# 長谷川眞也
長谷川 眞也（はせがわ しんや、1968年7月28日 - ）は、日本のアニメーター、キャラクターデザイナー、アマチュア無線家。東京都出身。

## 経歴
専門学校東京デザイナー学院（現：東京ネットウエイブ）を卒業後、葦プロダクションに入社。その後、東映動画（現在の東映アニメーション）に移り、『美少女戦士セーラームーン』シリーズの作画監督等を務める。同作のシリーズディレクター（監督）だった幾原邦彦が主宰するクリエイター集団「ビーパパス」の一員でもあり、『少女革命ウテナ』では自身初のキャラクターデザインを担当した。現在はJ.C.STAFFに在籍しており、東映アニメーションとJ.C.STAFFの制作作品に参加することが多い。
アニメーターとしてのポリシーは、作画監督としては「その人だけが持つ持ち味を、大切にしていきたい」、原画家としては「絵の技術を上げるより、自分にしか引けない線が欲しい」と共同作業の中で忘れがちな部分をテーマにしている。
アマチュア無線家としても知られており、2023年10月20日には、日本アマチュア無線連盟からアマチュア無線の資格を持ってない者向けに公開したパンフレット「アマチュア無線ってどんなもの？」のイラストも担当した。
艶のある絵柄の他、業界内では無類の酒好きでも知られている。

## 参加作品

### テレビアニメ
1991年
- ゲッターロボ號（1991年 - 1992年、原画）※2006年にDVD化された際、全5巻及び特典収納ボックスのジャケット原画も担当。

1992年
- 美少女戦士セーラームーンシリーズ（1992年 - 1997年、作画監督）

1994年
- 魔法騎士レイアース（原画）

1995年
- 爆れつハンター（作画・原画）
- 新世紀エヴァンゲリオン（作画、作画監督、原画）

1997年
- 少女革命ウテナ（企画・原作（企画・原作共にビーパパスの一員として）・キャラクターデザイン・作画・作画監督・原画）

2001年
- だぁ!だぁ!だぁ!（原画）
- ちっちゃな雪使いシュガー（原画）

2002年
- 藍より青し（デザインワークス）
- あずまんが大王（原画）

2003年
- ガンパレード・マーチ 〜新たなる行軍歌〜（原画）
- 一騎当千（キャラクターデザイン・作画監督・作画・原画）
- 真月譚 月姫（原画）

2004年
- 光と水のダフネ -DAPHNE IN THE BRILLIANT BLUE-（OP原画）
- 忘却の旋律（キャラクターデザイン・総作画監督補佐・作画監督・原画）

2005年
- 奥さまは魔法少女（キャラクターデザイン、作画監督、作画監督補佐）
- ゾイドフューザーズ（原画）
- ガイキング LEGEND OF DAIKU-MARYU（原画）

2006年
- あさっての方向。（総作画監督・作画監督・原画）
- ウィンターガーデン（キャラクターデザイン・総作画監督・作画監督・原画）

2007年
- ラブ★コン（OP原画）
- ゼロの使い魔 〜双月の騎士〜（原画・作画監督）

2008年
- キミキス pure rouge（作画監督）
- シゴフミ（原画）
- とある魔術の禁書目録（総作画監督）

2009年
- 初恋限定。（総作画監督）

2010年
- おとめ妖怪 ざくろ（キャラクターデザイン・作画監督）

2011年
- 夢喰いメリー（原画）
- 戦国乙女〜桃色パラドックス〜（作画監督・原画）
- 緋弾のアリア（原画）
- 輪るピングドラム（原画）

2012年
- キルミーベイベー（キャラクターデザイン・作画監督・原画・総作画監督）

2013年
- ゴールデンタイム（キャラクターデザイン・総作画監督・作画監督）

2015年
- ダンジョンに出会いを求めるのは間違っているだろうか（原画）

2016年
- タブー・タトゥー（キャラクターデザイン、総作画監督）

2017年
- スクールガールストライカーズ Animation Channel（作画監督）
- ソード・オラトリア ダンジョンに出会いを求めるのは間違っているだろうか外伝（作画監督）
- クジラの子らは砂上に歌う（作画監督）

2018年
- ラストピリオド -終わりなき螺旋の物語-（原画）
- プラネット・ウィズ（作画監督・原画）

2021年
- EDENS ZERO（作画監督）

2023年
- 贄姫と獣の王（キャラクターデザイン・総作画監督）
- 七つの魔剣が支配する（総作画監督）

2024年
- Lv2からチートだった元勇者候補のまったり異世界ライフ（作画監督・総作画監督）
- 魔法使いになれなかった女の子の話（作画監督・総作画監督）
- 魔王2099（総作画監督）

2025年
- 男女の友情は成立する?（いや、しないっ!!）（総作画監督）

### 劇場アニメ
- 機動戦艦ナデシコ -The prince of darkness-（1998年、原画）
- 少女革命ウテナ アドゥレセンス黙示録（1999年、キャラクターデザイン・絵コンテ・作画監督）
- デジモンアドベンチャー ぼくらのウォーゲーム!（2000年、原画）
- 時をかける少女（2006年、原画）
- 劇場版 とある魔術の禁書目録 -エンデュミオンの奇蹟-（2013年、作画監督・原画）
- 映画 ハピネスチャージプリキュア! 人形の国のバレリーナ（2014年、原画）

### OVA
- アイドル防衛隊ハミングバード（1993年 - 1995年、原画）
- スカイガールズ（2006年、原画）

### ゲーム
- スーパーリアル麻雀PVI（1996年、原画）
- ももいろパラダイス 〜住み込みバイト 恋愛付〜（2003年、オープニングアニメーション（絵コンテ・演出・原画））※18禁
- ダンボール戦機（2011年、アニメーションパートキャラクターデザイン・総作画監督・原画）